# Sagar (distrikt)
Sāgar är ett distrikt i Indien.   Det ligger i delstaten Madhya Pradesh, i den centrala delen av landet, 600 km söder om huvudstaden New Delhi. Antalet invånare är 2 378 458.
Följande samhällen finns i Sāgar:
- Sāgar
- Etāwa
- Khurai
- Banda
- Garhākotā
- Rehlī
- Rāhatgarh
- Deorī Khās
- Shāhgarh
- Shāhpur
- Dhāna
- Karrāpur
- Bamora
- Jaisinghnagar